# IC 4500
IC 4500 ist eine Spiralgalaxie vom Hubble-Typ Scd? im Sternbild Bärenhüter am Nordsternhimmel. Sie ist rund 193 Millionen Lichtjahre von der Milchstraße entfernt und hat einen Durchmesser von etwa 30.000 Lichtjahren. 
Entdeckt wurde das Objekt am 10. Juli 1896 von Stéphane Javelle.